# Hæftelse
Hæftelse er det juridiske term for en økonomisk forpligtelse eller et krav i ejendom eller likvide midler der påhviler den hæftende part.
Eksempelvis hæfter ejeren af en enkeltmandsvirksomhed personligt overfor dens kreditorer: Det vil sige at ejeren af enkeltmandsvirksomheden personligt skal dække kreditorernes tab, hvis virksomheden bliver insolvent og går konkurs. Omvendt gælder det for anparts- og aktieselskaber at det kun er selve selskabets aktiver (og dermed indskud i det), jf. selskabsloven § 1, stk. 2. Kun dette beløb kræves med henblik på at dække fordringer fra kreditorer. Der er i så fald tale om begrænset hæftelse for en indskyder eller aktionær der kun kan lide tab i den størrelsesorden som de midler vedkommende selv har skudt ind i selskabet.